# Bukovača (Petrovac)
Bukovača (szerbül: Буковача) falu Bosznia-Hercegovinában, Bosanska krajina területén, a Szerb Köztársaságban. A daytoni békeszerződés után megosztott Bukovača településnek a Szerb Köztársaság területéhez tartozó nagyobbik, ám lakatlan része.

## Fekvése
Bosznia-Hercegovina nyugati részén, Banja Lukától légvonalban 66, közúton 110 km-re délnyugatra, községközpontjától 2 km-re északra, a Petrovaci-mező keleti részén, Drinić és Bara között található. Nevét egy már nem létező bükkfáról kapta. A faluban több forrás is található, és a mérések kimutatták, hogy erről a területről a víz a föld alá jutva a Szana folyóba kerül.

## Népessége
| Nemzetiségi csoport | Népesség 1991 | Népesség 2013 |
| ------------------- | ------------- | ------------- |
| Szerb               | 291           | 0             |
| Bosnyák             | 0             | 0             |
| Horvát              | 0             | 0             |
| Jugoszláv           | 5             | 0             |
| Egyéb               | 2             | 0             |
| Összesen            | 298           | 0             |

## Története
A Petrovaci-mező ezen része már az ókorban, az illírek idejében is lakott volt. Magában a határzónában található a Stražbenica nevű hegy. Ez a magaslat a Bosanski Petrovacot és Petrovacot összekötő út mellett található, és uralja az út teljes szakaszát. Tetejére szerpentines út vezet, melynek nyomai ma is láthatók. A tetejéről végig jól lehetett látni és ellenőrizni az utat. A tetején, mintegy 400 m hosszúságban még ott találhatók az illír erőd maradványai, amelynek különös katonai jelentősége volt. A gradinai amatőr ásatások során egy ezüst és több réz római érme, női hajdísz, komplett bronz ékszerek, több bronz gyűrű és karkötő, tóga kapcsok, fibulák, valamint törött edények számtalan darabja került elő. A Gradina tetejére út vezet, a domb szomszédságában egy római sírt találtak, így arra lehet következtetni, hogy a rómaiak az illír erőd alapjain építették fel saját erődítményüket.
A település sík részén egy boltozatos sírrom található, körülbelül 20 m hosszúságban, amelyet Szergejevszkij régész vizsgált. A sír fehér kőből (bihacitból) épült. Egy sírkövet találtak benne, és a felirat azt mutatja, hogy a késő római korból származik. A sírhoz kőből és mészhabarcsból készült macskaköves út vezet.
A középkorban ez a terület a horvát-magyar állam része volt, majd 1463-ban ez a terület is az oszmán állam része lett. A boszniai történelem oszmán korszakában az egész bukovačai földterület beglukként a híres bukovačai Kulenović bég családjának tulajdonában volt. Területe 1878-ig tartozott az Oszmán Birodalomhoz, majd az Osztrák-Magyar Monarchia része lett. A monarchia szétesésével 1918-ben előbb a Szerb-Horvát-Szlovén Királyság, majd 1929-től a Jugoszláv Királyság része. A Jugoszláv Királyságban a falu a Vrbaska banovina része volt. Jugoszlávia megszállása után a falu a Független Horvát Állam (NDH) része, majd 1945-től a szocialista Jugoszlávia része volt. 
A település 1995 szeptemberéig a boszniai szerb katonai egységek ellenőrzése alatt állt. A háborús veszély miatt a helyi polgárok 1995. szeptember 14-én elhagyták a község területét, és ideiglenesen Derventában telepedtek le. A boszniai háborút lezáró daytoni békeszerződés rendelkezése alapján az ország területét felosztották a Bosznia-hercegovinai Föderáció és a boszniai Szerb Köztársaság között, ennek során a település nagyobbik része a boszniai Szerb Köztársasághoz került, míg a kisebb terület a föderáció területénél maradt.

## Nevezetességei
- Đurđevica gradina – történelem előtt vár maradványai a Kozila településrészszen. A romok egy 30x30 méteres területen állnak a hegy platóján. Az északi és a déli oldalon falak védték, míg nyugatról és keletről természet adta védelmet élvezett. Falai nagyméretű kövekből épültek, magasságuk eléri a négy métert. Korukat a szakemberek a bronzkorra és a vaskorra tették.[10]

- Késő ókori sír maradványai. A sírban két urnás temetkezés maradványait találták, melyek egyikén felirat is volt. Ugyanitt egy halomsírban római boltozott sírt találtak benne számos 4. századi érmével. A sírok korát a 3. – 6. század közötti időszakra teszik.[10]

## Fordítás
- Ez a szócikk részben vagy egészben  a   Bukovača (Petrovac) című bosnyák Wikipédia-szócikk ezen változatának fordításán alapul.  Az eredeti cikk szerkesztőit annak laptörténete sorolja fel. Ez a jelzés csupán a megfogalmazás eredetét és a szerzői jogokat jelzi, nem szolgál a cikkben szereplő információk forrásmegjelöléseként.